# Charterhouse School
Die Charterhouse School ist eine traditionsreiche, elitäre Privatschule (eine Public School im engeren Sinne) in Godalming in Surrey in England.  Die jährliche Schulgebühr betrug 2021 für Unterricht, Unterkunft und Verpflegung 40.695 Pfund Sterling.

## Profil
An der Schule werden Latein und  Altgriechisch, Spanisch, Englisch, Italienisch und Chinesisch unterrichtet.

## Geschichte
Die Schule wurde 1611 entsprechend dem Testament des Kaufmanns Thomas Sutton im London Charterhouse, einer ehemaligen Kartause am Charterhouse Square in Smithfield, London mit Geld aus seinem Nachlass gegründet. Auch heute noch werden die Schüler als Carthusians (Kartäuser), die Ehemaligen als Old Carthusians oder OCs bezeichnet.
Die Schule wurde 1872 von London an ihren heutigen Ort in Godalming verlegt. Die vom Architekten Philip Charles Hardwick entworfenen Schulgebäude wurden auf einem Hügel oberhalb Godalmings errichtet. Neben den Hauptgebäuden wurden damals die drei Boardinghouses Saunderites, Verites und Gownboys errichtet.
Heute umfasst die Schule folgende Boardinghouses (aufgelistet nach dem Gründungsjahr, der schulinternen Abkürzung und Farbe des jeweiligen Hauses):
- Saunderites (S – Orange)
- Verites (V – Grau, Türkis und Schwarz)
- Gownboys (G – Dunkelrot)
- Girdlestoneites (g – Weiß)

Um 1875 wurden die folgenden „neuen“ Häuser gegründet:
- Pageites (P – Pink)
- Lockites (L – Hellgrüngelb)
- Weekites (W – Rot)
- Hodgsonites (H – Blau)
- Daviesites (D – Grün)
- Bodeites (B – Gelb)
- Robinites (R – Violett)

Bis in die 1970er-Jahre hinein war Charterhouse eine reine Jungenschule; mittlerweile erreichen aber zu einem guten Drittel Schülerinnen (siehe Koedukation) erfolgreich den Schulabschluss (A-Level).
Die Charterhouse School war als einzige der englischen Public Schools, in denen das moderne Fußballspiel entwickelt wurde, bei der Gründung der englischen Football Association (FA) 1863 anwesend, gehörte aber nicht zu den eigentlichen Gründungsmitgliedern. Die Football Association übernahm aber 1867 von der Charterhouse School  und Westminster School favorisierte Regeln des Spiels. Der Old Carthusians FC, in dem ehemalige Schüler der Schule spielen, gewann in der Saison 1880/81 den FA Cup.

## Bekannte Old Carthusians
Die Literaten Joseph Addison und Richard Steele lernten sich in den 1680er-Jahren in der Charterhouse School kennen. Außerdem machte der Begründer der Pfadfinderbewegung, Robert Baden-Powell dort ebenso seinen Abschluss wie der englische Komponist Ralph Vaughan Williams und der Autor und Karikaturist Max Beerbohm sowie Laurence Guillemard britischer Beamter und Gouverneur sowie Hochkommissar (high commissioner) in britischen Besitzungen in Malaya. 
Zu den international bekanntesten Absolventen der Schule im 20. Jahrhundert zählen die Gründungsmitglieder der Rockband Genesis und der Wissenschaftshistoriker Geoffrey Lloyd.